# Sea Patrol
Sea Patrol è una serie televisiva australiana prodotta dalla televisione australiana Nine Network che racconta la vita dell'equipaggio di un'unità navale della Marina australiana con il nome fittizio di HMAS Hammersley.
In Italia la serie ha debuttato nel 2008 sul canale satellitare Hallmark Channel che ha trasmesso le prime due stagioni con un doppiaggio effettuato a Milano; in seguito, Rai 2 ha acquistato tutta la serie per trasmetterla integralmente a partire dal 9 agosto 2010 con un nuovo doppiaggio effettuato a Roma sia delle stagioni già proposte su Hallmark, che di quelle inedite.
Nella Svizzera italiana è stata trasmessa da RSI LA1.

## Trama
Tutte le stagioni di Sea Patrol consistono in episodi autoconclusivi che mostrano diversi crimini contro la legge australiana (come la pesca illegale, il narcotraffico e la pirateria) con cui i protagonisti della Royal Australian Navy devono confrontarsi. Il primo episodio di ogni stagione solitamente introduce un evento più ampio che viene affrontato praticamente per tutti gli episodi del ciclo, per poi essere risolto nel finale di stagione; tuttavia questo aspetto non è presente nella quarta stagione (composta, appunto, solo da episodi autoconclusivi).
La prima stagione vede l'introduzione di Bright Island, una sorta di isola misteriosa, e con la morte di un biologo marino. Durante gli episodi del primo anno, il Comandante e alcuni membri dell'equipaggio diventano sospettosi ed in seguito si trovano invischiati in una cospirazione riguardante delle acque contaminate con una tossina mortale.
La seconda stagione, conosciuta come Sea Patrol II: The Coup (trad. "Il colpo"), riguarda i tentativi di un gruppo di insorti delle immaginarie Isole Samaru di rovesciare il loro governo e di un gruppo di mercenari e trafficanti dell'Europa dell'Est che feriscono quasi mortalmente Charge, provano ad uccidere Buffer e che sono in combutta con gli insorti e la polizia delle Samaru.
La terza stagione, conosciuta come Sea Patrol III: Red Gold (trad. "Rosso oro"), inizia con la morte di Josh "ET" Holiday, fidanzatosi nel frattempo con Nikki "Nav" Caetano, altro membro della Hammersley; le indagini sull'omicidio di ET sono il tema portante della stagione.
La quarta stagione, conosciuta come Sea Patrol: The Right Stuff (trad. "Ciò che è giusto"), è composta da soli episodi autoconclusivi e vede ritornare la maggior parte dei personaggi principali, ad eccezione di Pete "Buffer" Tomaszewski, Nicole "Nikki" (Nav) Caetano, Billy "Spider" Webb e il Comandante Steven 'Steve' Marshall.
La quinta stagione infine, conosciuta come Sea Patrol: Damage Control (trad. "Unità anticrisi"), inizia con un bombardamento suicida in acque internazionali e finisce con la morte di Swain.

## Produzione
Ogni stagione, ad eccezione della quarta (composta da 16 episodi), è composta da 13 episodi. La prima stagione ha debuttato in Australia nel 2007 sul canale Nine Network che l'ha prodotta con un budget di 15 milioni di dollari; la seconda stagione è andata in onda nel 2008, la terza nel 2009 e la quarta nel 2010. La quinta stagione è composta da 13 episodi e il canale comunicò, nel 2011, che sarebbe stata l'ultima stagione visto che i finanziamenti del governo per le serie televisive finiscono dopo 65 episodi, e la serie Sea Patrol ne aveva già raggiunti 68, così la serie venne chiusa con l'ultimo episodio andato in onda in patria il 12 luglio 2011.

## Personaggi e interpreti
- Mike "CO" Flynn, comandante (stagioni 1-5), interpretato da Ian Stenlake, doppiato da Mauro Gravina.
- Kate "XO" McGregor, vicecomandante (stagioni 1-5), interpretata da Lisa McCune, doppiata da Roberta Greganti.
- Andy "Charge" Thorpe, ingegnere capo (stagioni 1-5), interpretato da John Batchelor, doppiato da Roberto Draghetti.
- Chris "Swain" Blake, capo medico/timoniere (stagioni 1-5), interpretato da Matthew Holmes, doppiato da Davide Lepore.
- Robert "RO" Dixon, operatore radio (stagioni 1-5), interpretato da Kristian Schmid, doppiato da Daniele Raffaeli.
- Toby "Chefo" Jones, chef/assistente medico (stagione 1), interpretato da Josh Lawson, doppiato da Luigi Ferraro.
- Josh "ET" Holiday, tecnico elettronico (stagioni 1-2, guest 3), interpretato da David Lyons, doppiato da Paolo Vivio.
- Nicole (Nikki) "Nav" Caetano, ufficiale di rotta (stagioni 1-3), interpretata da Saskia Burmeister, doppiata da Perla Liberatori.
- Pete "Buffer" Tomaszewski, nostromo (stagioni 1-3), interpretato da Jeremy Lindsay Taylor, doppiato da Alberto Angrisano.
- Billy "Spider" Webb, aiuto-nostromo (stagioni 1-3), interpretato da Jay Ryan, doppiato da Simone Crisari.
- Rebecca "Bomber" Brown, chef/assistente medico (stagioni 2-4), interpretata da Kirsty Lee Allan, doppiata da Gilberta Crispino.
- Leo "2Dads" Kosov-Meyer, tecnico elettronico (stagioni 3-5), interpretato da Nikolai Nikolaeff, doppiato da Fabrizio De Flaviis.
- Dylan "Dutchy" Mulholland, nostromo (stagioni 4-5), interpretato da Conrad Coleby, doppiato da Marco Vivio.
- Jessica "Gap Girl" Bird, in licenza, in seguito chef/Assistente medico (stagioni 4-5), interpretata da Danielle Horvat, doppiata da Perla Liberatori.
- Ryan White, subalterno (stagione 5), interpretato da Dominic Deutscher, doppiato da Alessio Puccio.

## Episodi
| Stagione         | Episodi | Prima TV Australia | Prima TV Italia |
| ---------------- | ------- | ------------------ | --------------- |
| Prima stagione   | 13      | 2007               | 2010            |
| Seconda stagione | 13      | 2008               | 2010-2011       |
| Terza stagione   | 13      | 2009               | 2011-2012       |
| Quarta stagione  | 16      | 2010               | 2012            |
| Quinta stagione  | 13      | 2011               | 2012            |